# Christian Gottlieb Selle

Christian Gottlieb Selle (nach einem Stich von Charles Townley)

Christian Gottlieb Selle (* 7. Oktober 1748 in Stettin; † 9. November 1800 in Berlin) war ein deutscher Mediziner und Philosoph.

## Leben
Der Sohn eines Grobschmiedes verlor früh seinen Vater. Im Alter von sechs Jahren kam er nach Berlin, wo seine Mutter den Apotheker Koehler geheiratet hatte. Zunächst erlernte er das Apothekenwesen bei seinem Stiefvater, dann studierte er in Berlin, Göttingen und Halle Medizin, promovierte 1770 mit der Arbeit Methodi febrium naturalis rudimenta und praktizierte seitdem als Arzt in Berlin. Neben eigenen medizinischen Werken publizierte er auch Übersetzungen englischer Fachliteratur. Er begleitete Wilhelmina Luisa von Hessen-Darmstadt, die Braut Zar Pauls, nach Sankt Petersburg und nahm auf der Rückreise eine Stellung als Arzt beim Bischof von Ermland an. 1777 kehrte er nach Berlin zurück.
Gegen den Widerstand von Christian Andreas Cothenius wurde er als Arzt an der Charité angestellt. Seine hier gesammelten praktischen Erfahrungen legte er in seinem Werk „Medicina Clinica“ nieder, das von 1781 bis 1801 acht Auflagen erreichte. Besondere Bedeutungen hatten dabei seine Ausführungen zum Kindbettfieber. Nach dem Tod des mit ihm befreundeten Arztes Muzel 1785, konnte er dessen Stellung als Leibarzt Friedrichs des Großen erlangen. Später behandelte er auch Friedrich Wilhelm II. und Friedrich Wilhelm III.
Im Jahr 1786 wurde er Mitglied der Akademie der Wissenschaften. 1795 bereiste er Südpreußen, wo er eine Untersuchung zur hohen Sterblichkeit in der Provinz und zum Zustand der dortigen Hospitäler führte. Hierfür zum Königlichen Geheimen Rat ernannt, wurde er schließlich 1798 zweiter Direktor des „collegium medico-chirurgicum“.
Selle publizierte in Gegnerschaft zu Kant mehrere Werke. - Er war Mitglied der Geheimen Berliner Mittwochsgesellschaft.
In erster (1778–1792) und zweiter Ehe (1792–1798) war er mit Töchtern des Anatomen Johann Friedrich Meckel verheiratet. Seine dritte Ehefrau (⚭ 1798) überlebte den 1800 an Tuberkulose verstorbenen Selle.
Nach seinem Tod wurde Christoph Wilhelm Hufeland aus Jena sein Nachfolger an der Charité in Berlin.

## Schriften (Auswahl)
- Rudimenta pyretologiae methodicae. Berlin 1773; 2. Auflage ebenda 1787
- Philosophische Gespräche erster und zweiter Teil. Berlin 1780.
- Medicina Clinica. Oder Handbuch der medicinischen Praxis. Berlin 1781; 4. Auflage ebenda 1788; 5., verbesserte Auflage, Frankfurt/Leipzig 1792 (Digitalisat)
- Krankheitsgeschichte des Höchstseligen Königs von Preußen Friedrich‘s des Zweyten Majestät. Nebst Reglement zu dem Leichenbegängnisse. 1786
- Grundsätze der reinen Philosophie. Himburg, Berlin 1788. (Digitalisat)